# Дионисий Халикарнаски
Дионисий Халикарнаски е древногръцки и древноримски историк и писател, живял около началото на нашата ера. Роден е в Халикарнас, но се заселва в Рим през 30 г. пр.н.е.
Автор на „Римската археология“ (на гръцки: Ρωμαϊκή Αρχαιολογία), един от най-важните източници за най-старата история на Рим. Трудът е написан на гръцки език и се е състоял от 20 книги. От тях девет са напълно запазени, а от останалите само откъси. Историческият период, който обхваща, е от митологични времена до началото на Първата пуническа война – 264 пр.н.е..
Друго негово произведение е „За съединяването на думите“. Пише на гръцки, за да покаже връзката между елинските и римските вярвания и традиции и да въздейства на онези гърци, които смятат римляните за варвари, а римляните да убеди, че още от древни времена гърците са им били близки и родствени. Идеята отговаряла на действителното положение в държавата, където гръцкият език започнал да се използва наред с латинския.